# UNRRA

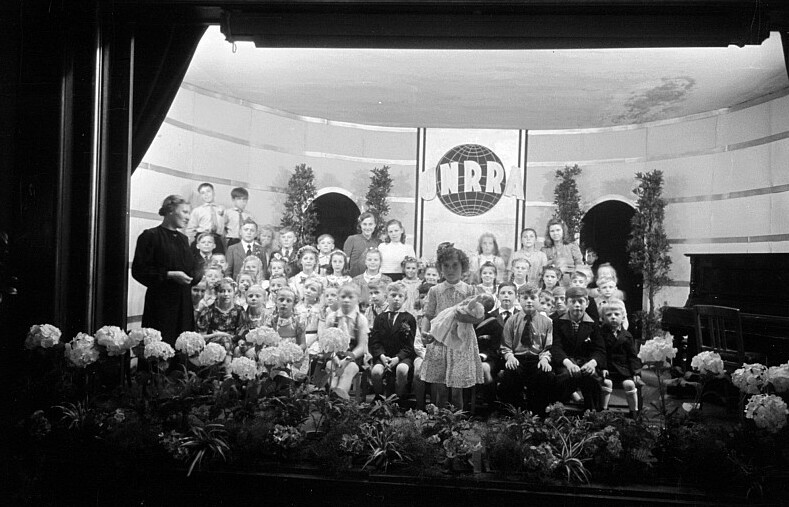
День матері організований УНРРА у таборі переміщених осіб.

УНРРА (англ. United Nations Relief and Rehabilitation Administration, UNRRA — «Адміністрація Організації Об'єднаних Націй для допомоги та відбудови») — міжнародна організація для допомоги потерпілим у Другій світовій війні країнам, яка існувала у 1943—1947 роках.
На заміну УНРРА була створена Міжнародна організація у справах біженців.

## Історія створення та діяльності
Створена державами антигітлерівської коаліції 9 листопада 1943 року у Вашингтоні.
Початково до організації входило 44 держави (деякі держави на той час фактично були окуповані тож договір підписували представники їх урядів у вигнанні): Австралійський союз, Бельгія, Болівія, Бразилія, Велика Британія, Венесуела, Гаїті, Гватемала, Гондурас, Греція, Домініканська республіка, Єгипет, Індія, Іран, Ірак, Ісландія, Канада, Китай, Колумбія, Коста-Рика, Куба, Ліберія, Люксембург, Мексика, Нідерланди, Нікарагуа. Нова Зеландія, Норвегія, Панама, Парагвай, Перу, Польща, Сальвадор, СРСР, США, Уругвай, Філіппіни, Франція, Чехословаччина, Чилі, Еквадор, Ефіопія, Південно-Африканська республіка, Югославія. В 1945 році до УНРРА прийняли, БРСР та УРСР і Данію, а в березні 1946 і Туреччину.
Допомога УНРРА здійснювалася переважно шляхом надання продовольства, медикаментів та іншого коштом сум, внесених державами членами організації, що не були окуповані в розмірі 2% національного доходу країни за 1943 рік. Загальний внесок усіх країн УНРРА за 1943–1947 роки склав 3 728 мільйонів доларів, з яких на допомогу було витрачено 3 652 мільйони. За цей період відбулося 6 сесій ради УНРРА.
В 18 грудня 1945 до УНРРА приєдналася УРСР. Місію УНРРА у Києві очолював М. Мак-Даффі (англ. Marshall McDuffie), якого замінив П. Уайт. Персонал її при виконанні своїх функцій мав труднощі з боку совєтської влади. У квітні 1946 Київ відвідав генеральний директор УНРРА Ловелл Рукс. До кінця 1946 в Україну вислано допомоги харчами, одягом, ліками та устаткуванням на суму 215 млн доларів.
УНРРА опікувалася матеріально й адміністративно втікачами та переміщеними особами зі Східної Європи в Німеччині й Австрії 1945-47, організовуючи репатріацію охочих повернутися на батьківщину та надаючи захист неповерненцям. У Мюнхені УНРРА організувала міжнародний університет для студентів-втікачів, у якому вчилося багато українців, також викладали українські професори.
УНРРА ліквідувалася 1947, а її функції щодо опіки над втікачами перебрала Міжнародна організація у справах біженців (англ. International Refugee Organization).